# Mike Wilds
William Michael Wilds, plus connu sous le nom de Mike Wilds, né le 7 janvier 1946 à Chiswick, est un ancien pilote britannique. Il a participé à 8 Grands Prix en Formule 1 et n'a marqué aucun point.

## Biographie
Après avoir remporté quelques courses en Formule 3 en 1972, Wilds passe à la Formule 5000. Dans le même temps, en 1974, il se lance en Formule 1 avec son écurie, le Dempster Racing, au volant d'une March 731 mais il ne réussit pas à prendre part au départ du Grand Prix de Grande-Bretagne. Il décide alors de quitter l'écurie privée pour Ensign. 
Sur les quatre Grands prix auquel il prend part, il ne se qualifie que pour le dernier, aux États-Unis où il termine non-classé, à neuf tours du vainqueur Carlos Reutemann. En 1975, il est titulaire chez BRM, mais après deux abandons lors des deux premiers Grands Prix, il est remplacé par Bob Evans. Mike Wilds retrouve alors la Formule 5000 après avoir échoué lors des qualifications de son Grand Prix national avec une Shadow DN3 de l'écurie privée Team P. R. Reilly.
Il se concentre ensuite à d'autres catégories du sport automobile, en particulier sur l'endurance et les courses historiques.
Mike Wilds a disputé sept fois les 24 heures du Mans pour l'Ecurie Ecosse et pour Nissan mais n'a terminé l'épreuve qu'en 1988 avec Nissan. Il fut aussi champion du monde dans la catégorie C2. Après quelques années en Formule 2 et en Formule Aurora, il est titré champion du monde des voitures historiques en 1995.
En plus de sa carrière en voiture de course, Mike est également un pilote professionnel actif d'hélicoptère et instructeur.

## Résultats en championnat du monde de Formule 1
| Saison | Ecurie                                         | Châssis               | Moteur      | Pneus    | GP disputés | Points | Classement |
| ------ | ---------------------------------------------- | --------------------- | ----------- | -------- | ----------- | ------ | ---------- |
| 1974   | Dempster International Racing Team Team Ensign | March 731 Ensign N174 | Cosworth V8 | Goodyear | 5           | 0      | n.c.       |
| 1975   | Stanley BRM                                    | BRM P201              | BRM V12     | Goodyear | 2           | 0      | n.c.       |
| 1976   | Team P. R. Reilly                              | Shadow DN3            | Cosworth V8 | Goodyear | 1 (nq)      | 0      | n.c.       |

## Résultats aux 24 heures du Mans
| Année | Voiture               | Équipe                   | Équipiers                             | Résultat               |
| ----- | --------------------- | ------------------------ | ------------------------------------- | ---------------------- |
| 1981  | Porsche 935 L1 "Baby" | Tuff-Kote Dinol Racing   | Jan Lundgårdh / Axel Plankenhorn (de) | Abandon (44e)          |
| 1982  | De Cadenet-Lola LM    | Dorset Racing Associates | François Duret / Ian Harrower         | Abandon (44e)          |
| 1984  | Ecosse C286           | Ecurie Ecosse            | David Leslie / David Duffield         | Abandon (44e)          |
| 1985  | Ecosse C286           | Ecurie Ecosse            | David Leslie / Ray Mallock            | Abandon (45e)          |
| 1986  | Ecosse C286           | Ecurie Ecosse            | David Leslie / Ray Mallock            | Disqualification (26e) |
| 1987  | Ecosse C286           | Ecurie Ecosse            | Les Delano / Andy Perery              | Abandon (26e)          |
| 1988  | Nissan R88C           | Nissan Motorsports       | Allan Grice / Win Percy               | 14e                    |